# セクション8 (軍事)
セクション8（セクションエイト、Section 8）は、精神疾患による除隊を意味するアメリカ軍の俗語として、クロスドレッサー、ゲイ、レズビアン、両性愛、トランスジェンダーにしばしば適用された。

## 歴史
この用語は第2次世界大戦当時のアメリカ陸軍規定615-360の第8節に由来し、軍服務から兵を分離することに関するものである。 第8節は、精神的に兵役に不適当と判断される男性の除隊を規定した。
アメリカで精神的に軍服務に問題があると判断される男性に「彼はセクション8だ」（He's a Section 8）という表現を使い、「セクション8」とは結局「第8節」という表現のように転役または除隊する資格があるかのように行動する全ての軍服務者を意味する。
セクション8の除隊は、しばしばゲイ、レズビアン、バイセクシャル、クロスドレッサー、[トランスジェンダー]が対象になることもあるが、これは彼らが精神的に軍服務をするには適していないと考えたからである。 セクション8の除隊は、民間の生活で職を得ることが難しい場合が多く、報勲給与を認めなかった。
心理的又は精神医学的理由による除隊は、現在多くの規定に適用されるため、第8節の規定による除隊は、これ以上施行されない。 アメリカ陸軍では、このような全域はAR635-200、現役入隊行政分離の規定によって処理される。 第5章第13項は、「[人格障害]」を医学的に診断された者の分離を規定する。

## 創作物
- 1970年代テレビドラマのマッシュで使用されたセクション8は、クリンガー上等兵が(結局彼の努力をあきらめるまで)持続的に探していた一節となった[4]。彼が好む方法はクロスドレッシングだった[4] His preferred method of doing so was cross-dressing.[5][6]。
- 2003年映画閉ざされた森でDEA要員トム·ハーディは自分を「セクション8」と呼び、狂ったように見える傭兵レンジャーズの麻薬商たちを調査する。
- 「スタンリー・キューブリック」の1987年の映画「フルメタル・ジャケット」でレナード・ローレンス（別称ゴーマー・パイル）二等兵は彼の小銃と会話する姿が目立った時に潜在的なセクション8として描写され、適切な名前を持ったLusthog Squadのもう一人の小銃は過度な自衛行為により海軍心理学者に送られた。 待合室で自慰行為を開始し、セクション8に分類された[7]。
- アメリカのデスコアバンド、ホワイトチャペルは2012年から自分たちの自作アルバムにセクション8という曲を収録した。
- 戦争小説「別の平和」でエルウィン「ナッパー」レペリエという登場人物はトラウマで幻覚を呼び起こしたため、スキー部隊でセクション8除隊を受ける。

## 注目すべき例
- シドニー・ポワチエが17歳の時、アメリカ軍に入隊するために年齢を詐称し、第2次世界大戦中に偽の精神疾患で第8節によって除隊した[8]。